# La Mort d'Artemio Cruz
La Mort d'Artemio Cruz (titre original en espagnol : La muerte de Artemio Cruz) est un roman de l'écrivain mexicain Carlos Fuentes publié en 1962. Dans ce livre l'auteur offre une vision panoramique de l'histoire contemporaine du Mexique telle que se la remémore un richissime homme d'affaires agonisant.

## Histoire
La Mort d'Artemio Cruz est un roman de l'écrivain et essayiste mexicain né panaméen Carlos Fuentes (1928-2012) qu'il écrit à l'âge de 34 ans. Le livre est publié en 1962 à Mexico aux éditions du Fondo de Cultura Económica sous le titre de La muerte de Artemio Cruz. Il s'inscrit dans le mouvement du Boom latino-américain, mouvement littéraire des années 1960 et 1970 qui voit la renommée de jeunes romanciers d'Amérique latine largement diffusé en Europe et dans le monde. Carlos Fuentes est un de ses auteurs aux côtés notamment des Prix Nobel de littérature Mario Vargas Llosa et Gabriel García Márquez.

## Synopsis
Quand l'histoire débute, Artemio Cruz est sur son lit de mort. Il est entouré de ses proches, notamment sa femme Catalina et sa fille Teresa, mais aussi de son médecin, d'un prêtre et de son secrétaire Padilla. Agonisant, il se remémore par une série de flashback les principales étapes de sa vie, en particulier sa participation à la Révolution mexicaine.
Il commence par se raconter sa rencontre avec sa femme actuelle, Catalina Bernal, en mai 1919. En plein milieu de la Révolution mexicaine, Artemio s'est en effet retrouvé en prison aux côtés de son frère Gonzalo Bernal. Celui-ci est fusillé alors qu'Artemio réussit finalement à sortir de la prison de Perales où ils étaient détenus. Plus tard, devenu lieutenant-colonel, il décide de rejoindre la riche famille de Gonzalo et de s'en approcher pour peut-être y trouver un bénéfice en échange. Par rencontre interposée avec le curé Paez, un ami de don Gamaliel Bernal, père de Catalina et Gonzalo, et en se présentant comme le dernier ami de celui-ci, il réussit à se faire accepter au sein de la famille. Gamaliel est un riche propriétaire terrien, en partie ruiné par la Révolution, mais il est parvenu à conserver une partie de ses terres, qu'il lègue à Artemio Cruz lorsque ce dernier épouse sa fille.
Il se rappelle également comment, après la Révolution, il perd peu à peu ses idéaux, ainsi que l'amour de la seule femme qui l'ait jamais aimé, la jeune Regina. Il évoque aussi son mariage avec la fille d'un propriétaire terrien, et comment les relations avec sa famille lui permettent d'amasser une immense fortune.

## Analyse
Grossier, audacieux, corrompu, opportuniste, Artemio Cruz incarne les paradoxes de l'histoire récente du Mexique, son système politique, les usages de la classe moyenne et ceux des classes agrippées au pouvoir. À travers la carrière reconstituée au fil désordonné des souvenirs du moribond, ce sont toutes les contradictions de la Révolution mexicaine et de l'interminable guerre civile qui sont mises en lumière : c'est une nouvelle classe de féodaux qui s'est emparée du pouvoir politique, économique, financier et médiatique, et les idéaux initiaux ont été complètement trahis.

## Éditions
- Carlos Fuentes (trad. Robert Marrast), La Mort d'Artemio Cruz, Paris, Gallimard, 1966, 402 p. (ISBN 9782070368563).